# Rheinstraße 232 (Bornheim)
Das Gebäude Rheinstraße 232 war ein Einfamilienhaus in Hersel, einem Ortsteil der Stadt Bornheim im nordrhein-westfälischen Rhein-Sieg-Kreis, das Anfang der 1960er-Jahre errichtet und 2000 abgebrochen wurde. Von 1974 bis 1990 diente es als Residenz des Leiters der Ständigen Vertretung der Deutschen Demokratischen Republik. Das Haus lag am Rheinufer gegenüber der Insel Herseler Werth.

## Geschichte
Das Haus entstand ab 1962 nach einem Entwurf des Architekten Heiner Schmidbauer als Villa für seine eigene, ursprünglich aus Bayern stammende Familie. 1969 wurde es um eine Schwimmhalle erweitert. Anfang der 1970er-Jahre beauftragten die Vereinigten Aluminiumwerke (VAW) Schmidbauer, der für das Unternehmen bereits einige Industriebauten errichtet hatte, mit dem Bau eines neuen Werks in Stade. Da dieses Projekt den Umzug Schmidbauers erforderlich machte, schrieb die Familie das Anwesen zum Verkauf aus. Zu dieser Zeit war das Ministerium für Auswärtige Angelegenheiten der DDR in Folge des Grundlagenvertrags von 1972 auf der Suche nach geeigneten Liegenschaften zur Unterbringung ihrer neu zu eröffnenden Ständigen Vertretung in der Bundesrepublik Deutschland. Michael Kohl als designierter Leiter der Vertretung besichtigte im Frühjahr 1973 mehrere Anwesen in der Region Bonn, die als seine eigene Residenz geeignet sein könnten. Dazu zählte auch die Villa der Familie Schmidbauer, auf die die ostdeutsche Delegation über eine Verkaufsanzeige in einer Zeitung aufmerksam geworden war. Nach Abschluss von Verhandlungen mit der Handelspolitischen Abteilung des Außenministeriums der DDR erwarb der Staat die Villa durch Kaufvertrag am 14. Dezember 1973 für 2,6 Millionen D-Mark. Aus dem Besitz der Tochter Schmidbauers erwarb sie zudem ein Haus an der Heisterbacher Straße in Hersel, in dem die Bediensteten der Residenz untergebracht werden sollten. Im Zuge der Eröffnung der Ständigen Vertretung am 2. Mai 1974 bezog Kohl das Haus, seine Akkreditierung erfolgte am 20. Juni. Kennzeichnend für das Verhältnis Kohls und seiner Amtsnachfolger, Ewald Moldt (1978–1988) und Horst Neubauer (1988–1990), zur Stadt Bornheim und dem Ortsteil Hersel wurden jährliche Empfänge des örtlichen Karnevalsprinzen und seiner Gefolgschaft.
Nach dem Fall der Berliner Mauer im November 1989 und den folgenden Schritten auf dem Weg zur Wiedervereinigung kehrte der letzte Leiter der Ständigen Vertretung, Horst Neubauer, bereits im Juli 1990 nach Berlin zurück; sein Stellvertreter führte die Amtsgeschäfte weiter. Mit dem Beitritt des bisherigen Staatsgebiets der DDR zur Bundesrepublik Deutschland am 3. Oktober 1990 wurden die Ständigen Vertretungen in Berlin und Bonn aufgelöst. Die Liegenschaft in Hersel wurde als Teil des vormaligen DDR-Vermögens Eigentum der Bundesrepublik Deutschland und vom Bundesvermögensamt verwaltet. 1991 plante Jemen, dort die Residenz seines Botschafters einzurichten. Stattdessen diente das Anwesen vor der Verlegung des Regierungssitzes nach Berlin (1999) übergangsweise noch als Residenz des Botschafters der Philippinen.
Nachdem ein Rechtsanwalt die Liegenschaft erworben hatte, wurde die Villa 2000 abgebrochen und an ihrer Stelle ein neues Wohnhaus errichtet.

## Architektur
Das Haus war flachgedeckt und stand teilweise auf Stelzen. Es verfügte über große Panoramafenster. Die Wohnfläche betrug etwa 500 m². Zu dem Haus gehörte ein nachträglich angebautes Schwimmbecken. In seiner modernen Bauweise stellte es unter der restlichen Bebauung am Herseler Rheinufer eine Besonderheit dar.